# Andorno Micca
Andorno Micca är en ort och kommun i provinsen Biella i regionen Piemonte, Italien. Kommunen hade 3 175 invånare (2018).